# FK Slavoj Praha
El FK Slavoj Praha fue un equipo de fútbol de la República Checa que alguna vez jugó en la Primera División de Checoslovaquia, la desaparecida primera división de fútbol del país.

## Historia
Fue fundado en el año 1909 en el poblado de Nusle de la capital Praga con el nombre Nuselský SK y cambió de nombre en varias ocasiones:
- 1909: Nuselský SK
- 1950: Slavoj PPM
- 1957: TJ Slavoj Praha
- 1993: FK Slavoj Praha

Fue uno de los equipos fundadores de la Primera División de Checoslovaquia en 1925, terminando en noveno lugar en su temporada inaugural, liga en la cual registró tres temporadas con 38 partidos, 15 victorias, 6 empates y 17 derrotas, 91 goles a favor y 101 en contra.
Posteriormente el club pasó hacia abajo ,militando en las divisiones regionales hasta la disolución de Checoslovaquia en 1993, donde se unió a la Tercera División de la República Checa por las primeras tres temporadas hasta su descenso en 1996.
Mientras jugaba en la séptima división el club se fusiona con el AFK Podolí para crear al AFK Slavoj Podolí.

## Jugadores

### Jugadores destacados
- Josef Chna